# Aqua Knight
Aqua Knight (水中騎士, Suichū kishi) est une série de seinen manga de Yukito Kishiro commencée en 1998 dans le magazine Ultra Jump. Fin 2000, il interrompt la série, après son troisième volume, pour se consacrer à la suite de la série Gunnm : Gunnm Last Order. Les trois tomes sont disponibles en version française chez Glénat. L'éditeur japonais Kōdansha publie la série à partir de 2014.
Kishiro distingue deux styles dans ses œuvres : « le mode sombre » qui « décrit le côté sombre des hommes » et le  « mode glorieux » qui « décrit la bonté du cœur humain ». La série Aqua Knight fait partie de ses œuvres du « mode glorieux ».

## Histoire
Dans le monde de Marmundo, totalement aquatique, l'océan recouvre la quasi-totalité du globe et seules quelques îles viennent rompre la monotonie du paysage. Lulya, de Perula, est une guerrière en armure (armadura) du royaume de Enorme, qui parcourt l'océan à dos d'orque et fait partie de l'ordre des Aqua Knight chargés de faire régner la justice. Après une tempête, elle échoue au fond de l’étendue d'eau près de l'Ile phare, inconnu, et est recueillie par ses occupants : Ashika, un jeune garçon et son père, Arrabir. Pour remercier Ashika, elle lui promet sans y réfléchir de faire un jour de lui un chevalier. Acculée par sa promesse, elle lui propose alors trois tâches : savoir son nom et trouver un joyaux de dragon. Mais le jeune garçon la prend au sérieux et part vers des latitudes inconnues sur le dos de son orque.
L'affaire se complique encore quand apparaît le Chevalier de la mort, gardien du royaume de l'au-delà et Alcantara, un puissant savant à l'ego démesuré qui enlève Ashika et la source lumineuse du phare (Niselle). Elle se retrouve obligée d'aller sauver Ashika, l'enfant sauvage de qui elle avait fait son écuyer, au bout du monde, là où l'océan chute dans les étoiles... Rujila doit donc enfiler son armure et partir à la recherche d'Ashika et de Niselle.

## Personnages
- Rujila (VF : Lulya de Perula)
- Asica (VF : Ashika de L'île Phare)
- Arrabil (VF : Seigneur Arrabir Roi de l'île Phare)
- Alcantara
- Le Chevalier de Parka (Chevalier de la Mort)